# Zmudzona
Zmudzona – część miasta Kędzierzyna-Koźla, położona w jego zachodniej części, w obrębie osiedla administracyjnego Rogi.
Zmudzona to dawniej samodzielna wieś Rogau (później Cosel-Rogau). Oficjalna nazwa wg TERYT to Zmudzona (SIMC 0965588), choć stosuje się dla niej oboczną nazwę Rogi. W użyciu formalnym nazwa Rogi odnosi się jednak do osiedla administracyjnego Rogi, które oprócz Zmudzonej obejmuje także Rybarze (SIMC 0965565), Lasaki (SIMC 0965513), Lisak (SIMC 0965536) i Krężel (SIMC 0965499) oraz teren stoczniowy Damen Shipyards Koźle (Koźle-Rogi).

## Historia
Najwcześniejsze zapiski o wsi Rogau pochodzą z 1339. W 1783 Rogi liczyły 222 mieszkańców.
| Liczba ludności w miejscowości | 1845 | 1855 | 1861 |
| ------------------------------ | ---- | ---- | ---- |
| Rogau                          | 608  | 657  | 752  |

| Liczba ludności w miejscowości | 1910  | 1925  |
| ------------------------------ | ----- | ----- |
| Cosel-Rogau                    | 1.042 | 1.140 |

Po II wojnie światowej w Polsce, gdzie utworzyła gromadę (sołectwo) Zmudzona w zbiorowej gminie Większyce w powiecie kozielskim, od 1950 w województwie opolskim. W związku z reformą administracyjną kraju jesienią 1954 weszła wraz z miejscowością Rybarze (wyłączoną z miasta Koźla) gromadę Zmudzona w tymże powiecie. Dla gromady ustalono 17 członków gromadzkiej rady narodowej. Gromadę Zmudzona zniesiono 1 stycznia 1958, włączając ją w granice miasta Koźla. 30 października 1975 Koźle (wraz ze Zmudzoną) włączono w granice miasta Kędzierzyna, przemianowanego 3 listopada 1975 na Kędzierzyn-Koźle.